# 葵海人
葵 海人（あおい かいと、3月4日 - ）は、日本の男性声優。かつてトリトリオフィスに所属していた。千葉県出身。旧名、久山 修平（くやま しゅうへい）。

## 出演
太字は主役・メインキャラクター。

### テレビアニメ
- C3 -シーキューブ-（2011年、生徒、男子、中島）
- フリージング（2011年、マーク）
- 坂道のアポロン（2012年、長谷川）
- FAIRY TAIL（2012年、ムーンナイト）

### ゲーム
- アルファディアIV（ライファー・レオナルド）
- アルファディア ジェネシス（ニルス）
- 燃えろ!熱血リズム魂 押忍!闘え!応援団2（2007年、菊池新太）
- 空を仰ぎて雲たかく Portable（2013年、アドニス）
- レファルシアの幻影（2014年、クーガ[1]）

### アダルトゲーム
時期不明
- -atled- everlasting song（高砂祥太郎）

2009年
- Nega0（兼定）
- 才気煥発才色兼備の君たちへ（矢野敏明）
- 装甲悪鬼村正（新田雄飛、飽間）
- 神楽道中記（ミシャグジ）
- DEVILS DEVEL CONCEPT（上倉桐人）

2010年
- 乙女恋心プリスター（ナカジマタカシ）
- 空を仰ぎて雲たかく（2010年 - 2013年、アドニス） - 2作品

2011年
- 黙って私のムコになれ!（遠藤康平）
- 時を奏でる円舞曲（アドニス）

2012年
- それゆけ！ぶるにゃんマンHARDCORE!!!

2013年
- 桜舞う乙女のロンド（堺浩一）

2017年
- 弓張月の導き雲はるか（アドニス）

### ドラマCD
南の島の大王
- アイドル☆シスター（兄）
- 置き場がない!（黒タイツ）
- かわいいかくれんぼ
- 毘-vi- 一.天と地と（2008年）
- BITTER〜彼の密やかな接吻〜（2009年）
- Sound Drama Fate/EXTRA 第一章「月の聖杯戦争」
- Sound Drama Fate/Zero Vol.2 「王たちの狂宴」
- バカとテストと召喚獣
- ひまわり（教師）
- ラジオの国のアリス〜Wonderful Wonder Radio〜 DJCD 第2巻（2008年）

### ラジオドラマ
- Bar メモリアス（Fmgigtラジオドラマ）
- 2×××年宇宙の旅?（Fmgigtラジオドラマ）

### 朗読劇
- リーディングシアター ホス探へようこそ FINAL（2012年） - 菖蒲 役